# Neochromis rufocaudalis
Neochromis rufocaudalis là một loài cá thuộc họ Cichlidae. Nó được tìm thấy ở Kenya, Tanzania, and Uganda. Môi trường sống tự nhiên của chúng là hồ nước ngọt.